# نژادپرستی در ایالات متحده آمریکا

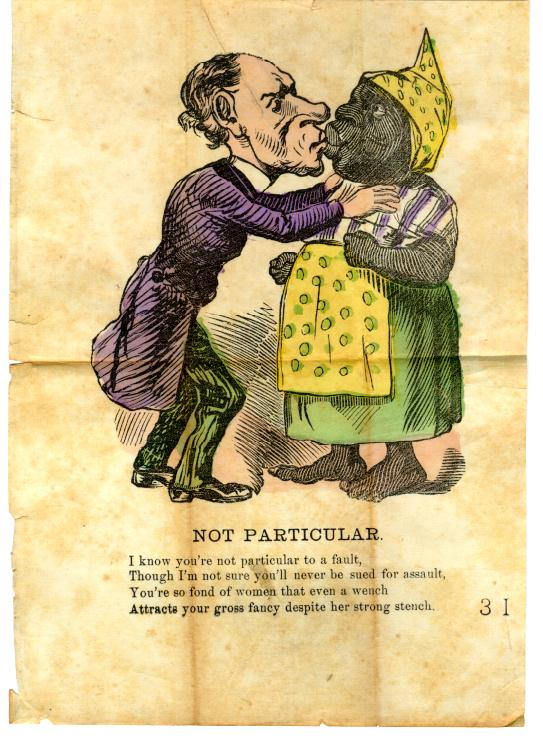
یک کارت پستال از دهه ۱۹۰۰ که یک مرد سفید را در حال بوسیدن یک زن سیاه نشان می‌دهد. روی کارت پستال این شعر نوشته شده است: چیز خاصی نیست. میدونم تو عادت به خطاکاری داری. اگرچه مطمئن نیستم تو یک زمانی به خاطر خطاهات محاکمه بشی. تو آنقدر دختربازی که حتی یک زن هرزه با وجود بوی گندش، احساسات شهوانی تو رو برانگیخته میکنه.

بیشترین تأثیر نژادپرستی در آمریکا روی سیاه‌پوستان، سرخ‌پوستان، افراد لاتین‌تبار و مکزیکی‌ها، آسیایی‌ها، یهودیان و آمریکایی‌های ایتالیایی‌تبار بوده است.
عمده‌ترین ساختارهای نژادپرستانه در آمریکا شامل برده‌داری، جداسازی نژادی، مدارس جداگانه برای سرخ‌پوستان و اردوگاه‌های بزرگ بازداشت پناهجویان خارجی بوده است. همچنین تمایلات و رفتارهای نژادپرستانه حتی در زمان کنونی در بین نژادپرستان آمریکایی وجود دارد.

## جنبه‌های زندگی آمریکایی
قانون تابعیت ۱۷۹۰ اولین قوانین یکسانی را برای اعطای شهروندی ایالات متحده از طریق تابعیت تعیین کرد، که تابعیت را به «فرد سفیدپوست آزاد» محدود می‌کرد، بنابراین، بومیان آمریکا، خدمتکاران، بردگان، سیاه پوستان آزاد و بعدها، آسیایی‌ها را از تابعیت مستثنی می‌کرد. حق داشتن برخی از مناصب دولتی، حق خدمت در نیروهای مسلح ایالات متحده، قانون اساسی ۱۷۹۲ نیز برای هر «شهروند مرد سفیدپوست آزاد» قانون اساسی ۱۸۳۴ شامل یک قانون مشترک برای «ایالت» بود. ۵ ]
معاهده رقص نهر خرگوش، که بر اساس قانون حذف هند در سال ۱۸۳۰ تنظیم شد، به سرخپوستان چوکتاو که ترجیح می‌دادند در می‌سی‌سی‌پی بمانند اجازه می‌داد به عنوان شهروند ایالات متحده به رسمیت شناخته شوند. آنها اولین گروه قومی غیر اروپایی بودند که حق شهروندی ایالات متحده را گرفتند.
قانون تابعیت ۱۸۷۰ تابعیت را به افراد سیاه‌پوست تعمیم داد، اما نه به سایر افراد غیر سفیدپوست و تابعیت آمریکایی‌های چینی را که تابعیت کرده بودند لغو کرد. [۶] این قانون بر زبان رمزی تکیه می‌کرد تا «بیگانگانی که واجد شرایط شهروندی نیستند» را که عمدتاً برای مهاجران چینی و ژاپنی اعمال می‌شد، کنار گذاشت.
بومیان آمریکایی تا زمانی که قانون شهروندی هند در سال ۱۹۲۴ به‌طور یکجانبه به آنها شهروندی داده می‌شد، خواه به یک قبیله به رسمیت شناخته شده فدرال تعلق داشته باشند یا نه، به‌طور یکجانبه وضعیت شهروندی عمومی را به آنها اعطا می‌کرد. با این حال، تا آن تاریخ، دو سوم از بومیان آمریکا قبلاً از طرق مختلف شهروند ایالات متحده شده بودند. این قانون عطف به ماسبق نبود، بنابراین، تابعیت به بومیان آمریکایی که قبل از تاریخ لازم الاجرا شدن قانون ۱۹۲۴ متولد شده بودند، تعمیم داده نشد، و همچنین به افراد بومی که در خارج از ایالات متحده متولد شده بودند، تعمیم داده نشد.
تغییرات بیشتر در صلاحیت نژادی برای شهروندی از طریق تابعیت پس از سال ۱۹۴۰ ایجاد شد، زمانی که واجد شرایط بودن به "اخلاف نژادهای بومی نیمکره غربی "، "افراد فیلیپینی یا افراد فیلیپینی‌تبار"، "افراد چینی یا افراد چینی‌تبار" و "افراد از نژادهای بومی هند" گسترش یافت. [۷] قانون مهاجرت و ملیت ۱۹۵۲ اکنون تبعیض نژادی و جنسیتی در تابعیت را ممنوع می‌کند. [۸]
در دوره‌ای که فقط افراد «سفیدپوست» می‌توانستند تابعیت شوند، بسیاری از تصمیمات دادگاه برای تعیین اینکه کدام گروه‌های قومی در این اصطلاح گنجانده می‌شوند، لازم بود. این موارد به عنوان «موارد پیش‌نیاز نژادی» شناخته می‌شوند، و قوانین بعدی را نیز به اطلاع

## سیاهپوستان
، تجارت برده در اقیانوس اطلس، بیش از ۴۷۰۰۰۰ برده آفریقایی را به ایالات متحده فعلی آورد. آمریکایی‌های اروپایی سفیدپوست آمریکایی که در صنعت برده داری شرکت داشتند، سعی کردند با ایجاد یک نظریه «علمی» برتری سفیدها و حقارت سیاهان، استثمار اقتصادی خود از سیاهپوستان را توجیه کنند . [۱۲۶] یکی از این برده داران توماس جفرسون بود، و درخواست او برای علم برای تعیین «حقارت» آشکار سیاهان بود که به عنوان «مرحله بسیار مهمی در تکامل نژادپرستی علمی» در نظر گرفته می‌شود.
پس از اینکه واردات برده به ایالات متحده توسط قانون فدرال از سال ۱۸۰۸ غیرقانونی شد، تجارت داخلی برده در تلاش برای جایگزینی آن گسترش یافت برای مثال مریلند و ویرجینیا بردگان مازاد خود را به جنوب «صادرات» می‌کنند. این فروش برده‌ها بسیاری از خانواده‌ها را متلاشی کرد، مورخ ایرا برلین می‌نویسد که چه برده‌ها مستقیماً ریشه کن شوند و چه در ترس از جابجایی غیرارادی خود یا خانواده‌هایشان، «اخراج گسترده سیاه‌پوستان را تحت تأثیر قرار داد».
در طول دهه‌های ۱۸۲۰ و ۱۸۳۰، انجمن استعمار آمریکا مستعمره لیبریا را تأسیس کرد و هزاران سیاه‌پوست آزاد آمریکایی را متقاعد کرد که به آنجا نقل مکان کنند، زیرا بسیاری از اعضای نخبگان سفیدپوست چه در شمال و چه در جنوب آنها را مشکلی می‌دانستند که باید از شر آن خلاص شوند.
آبراهام لینکلن، که مخالف گسترش برده داری بود، قبل از جنگ داخلی از برتری سفیدپوستان سخن گفت. لینکلن در جریان چهارمین مناظره لینکلن و داگلاس که در چارلستون، ایلینوی، در ۱۸ سپتامبر ۱۸۵۸ برگزار شد، گفت: «من طرفدار ایجاد برابری اجتماعی و سیاسی نژادهای سفید و سیاه به هیچ وجه نیستم، و نه هرگز طرفدار ایجاد برابری اجتماعی و سیاسی نژادهای سفیدپوست و سیاهپوستان هستم، [تشویق] و نه تشویق کنندگان و نه تشویق کنندگان. سیاه پوستان، و نه واجد شرایط بودن آنها برای تصدی پست، و نه ازدواج با افراد سفیدپوست، و علاوه بر این خواهم گفت که بین نژادهای سفید و سیاه تفاوت فیزیکی وجود دارد که به اعتقاد من برای همیشه این دو نژاد را از نظر برابری اجتماعی و سیاسی منع می‌کند و از آنجایی که آنها نمی‌توانند زندگی کنند، در حالی که آنها باید در کنار هم بمانند، همان‌طور که من در جایگاه برتر و برتر هستم. منصوب به نژاد سفید.»
در سالهای ۱۸۶۲–۱۸۶۵، در خلال جنگ داخلی آمریکا و بلافاصله پس از آن، هر چهار میلیون آمریکایی آفریقایی‌تبار برده آزاد شدند. اقدامات قانونی عمده شامل اعلامیه رهایی رئیس‌جمهور لینکلن بود که در ۱ ژانویه ۱۸۶۳ به اجرا درآمد و سیزدهمین متمم قانون اساسی ایالات متحده که سرانجام برده داری را در دسامبر ۱۸۶۵ لغو کرد.

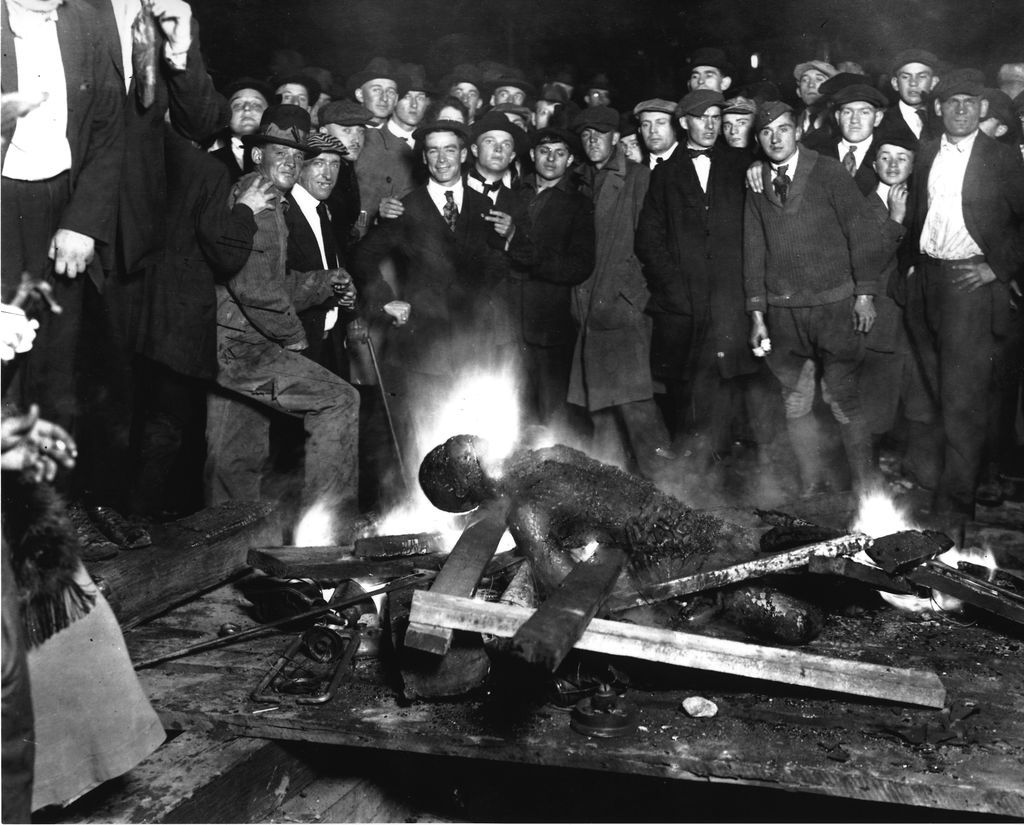

لینچ و آتش زدن قربانی سیاهپوست توسط مردان سفیدپوست طی شورش نژادی اوماها
پس از جنگ داخلی، دوره بازسازی با تصویب قوانین فدرال که برای حمایت از حقوق مردم قبلاً برده شده طراحی شده بود، از جمله قانون حقوق مدنی ۱۸۶۶ و قانون حقوق مدنی ۱۸۷۵ مشخص شد. اصلاحیه چهاردهم شهروندی کامل را به آمریکایی‌های آفریقایی‌تبار اعطا کرد و اصلاحیه پانزدهم حقوق رای مردان آفریقایی-آمریکایی را تضمین کرد (به اصلاحات بازسازی مراجعه کنید).
با وجود این، برتری‌طلبان سفیدپوست با ارعاب رأی‌دهندگان سیاه‌پوست با کمک گروه‌های تروریستی مانند کوکلاکس کلان، پیراهن‌های قرمز و لیگ سفید به قدرت رسیدند. " کدهای سیاه " و قوانین جیم کرو با ایجاد سیاست‌های سیستمی و تبعیض آمیز تبعیض نژادی نابرابر، آمریکایی‌های آفریقایی‌تبار را از حق رای و سایر آزادی‌های مدنی محروم کردند. امکانات تفکیک شده از مدارس فقط سفیدپوستان تا گورستان فقط سفیدپوستان گسترش یافت. قوانین ضد اختلاط ازدواج و حتی رابطه جنسی بین سفیدپوستان و غیر سفیدپوستان را ممنوع می‌کرد.
در اواخر قرن نوزدهم و اوایل قرن بیستم، تنش‌های قومی معمولاً بین مهاجران اتریشی و آمریکایی‌های آفریقایی‌تبار با سابقه خانوادگی ریشه‌دار در ایالات متحده وجود داشت، و نژادپرستی و سیاست‌های نژادپرستانه علیه کارگران غیرسفیدپوست اغلب توسط اتریشی‌ها کمک می‌شد.
قرن جدید شاهد تشدید نژادپرستی نهادینه شده و تبعیض قانونی علیه شهروندان آفریقایی‌تبار در ایالات متحده بود. در طول دوره پس از جنگ داخلی، طبقه‌بندی نژادی به‌طور غیررسمی و سیستمی اجرا می‌شد تا نظم اجتماعی از قبل موجود را تحکیم بخشد. اگرچه رأی آنها توسط متمم پانزدهم تضمین شده بود، مالیات‌های نظرسنجی، اقدامات تروریستی فراگیر مانند لینچ (که اغلب توسط گروه‌های نفرت‌انگیز مانند کوکلاکس کلان انجام می‌شود) و قوانین تبعیض آمیز مانند بندهای پدربزرگ باعث شد سیاهپوستان آمریکایی در اکثر ایالت‌های جنوبی از حق رای محروم شوند. در پاسخ به نژادپرستی قانونی، گروه‌های اعتراضی و لابیستی به‌ویژه NAACP (انجمن ملی برای پیشرفت رنگین پوستان) در سال ۱۹۰۹ ظهور کردند.
گاهی اوقات از این دوران به عنوان نادیر روابط نژادی آمریکا یاد می‌شود، زیرا نژادپرستی، تبعیض نژادی، تبعیض نژادی و ابراز برتری سفیدپوستان همگی افزایش یافته است. خشونت ضد سیاه‌پوستان، از جمله شورش‌های نژادی مانند شورش نژادی آتلانتا در سال ۱۹۰۶، کشتار الین در سال ۱۹۱۹، کشتار نژاد تولسا در سال ۱۹۲۱، کشتار پری در سال ۱۹۲۲، و کشتار رز وود در سال ۱۹۲۳. مجله کوچک. چارلستون نیوز و پیک در پاسخ به شورش‌های آتلانتا نوشت: «جدایی نژادها تنها راه حل ریشه ای مشکل سیاه پوستان در این کشور است. هیچ چیز جدیدی در مورد آن وجود ندارد. این خدای متعال بود که حدود سکونت نژادها را تعیین کرد. سیاهپوستان به اجبار به اینجا آورده شدند؛ آنها باید به اجبار اینجا را ترک کنند.»
علاوه بر این، نژادپرستی که قبلاً به عنوان مشکلی در نظر گرفته می‌شد که عمدتاً در ایالت‌های جنوبی وجود داشت، پس از مهاجرت بزرگ، جابجایی میلیون‌ها آمریکایی آفریقایی‌تبار از ریشه‌های خود در ایالت‌های جنوبی روستایی به مراکز صنعتی شمال و غرب بین سال‌های ۱۹۱۰ و ۱۹۷۰، به آگاهی ملت نفوذ کرد
در سرتاسر این دوره، تنش‌های نژادی به شدت در شیکاگو منفجر شد، و اعدام‌ها - اعدام‌هایی که توسط اوباش، معمولاً با انگیزه‌های نژادی انجام می‌شد - به‌طور چشمگیری در دهه ۱۹۲۰ افزایش یافت. شورش‌های شهری – حمله سفیدپوستان به سیاه پوستان – به یک مشکل شمال و غرب تبدیل شد. بسیاری از سفیدپوستان از فضای خود با خشونت، ارعاب، یا تاکتیک‌های قانونی در قبال آمریکایی‌های آفریقایی‌تبار دفاع کردند، در حالی که بسیاری از سفیدپوستان دیگر به مناطق همگن‌تر برون‌شهری یا برون‌شهری از نظر نژادی مهاجرت کردند، فرآیندی که به عنوان پرواز سفید شناخته می‌شود. میثاق‌های مسکن محدودکننده نژادی تحت اصلاحیه چهاردهم در پرونده تاریخی دادگاه عالی سال ۱۹۴۸ ، شلی علیه کریمر، غیرقابل اجرا اعلام شد.
رئیس‌جمهور وودرو ویلسون که در سال ۱۹۱۲ انتخاب شد، اعمال تفکیک نژادی را در سراسر بوروکراسی دولت فدرال مجاز کرد. در جنگ جهانی اول، سیاهپوستانی که در نیروهای مسلح ایالات متحده خدمت می‌کردند در واحدهای جدا شده خدمت می‌کردند. سربازان سیاه‌پوست اغلب آموزش‌دیدگی و تجهیز ضعیفی داشتند و اغلب در خط مقدم جبهه قرار می‌گرفتند و مجبور به انجام مأموریت‌های انتحاری می‌شدند. ارتش ایالات متحده هنوز در طول جنگ جهانی دوم به شدت جدا شده بود. علاوه بر این، در طول جنگ به هیچ آفریقایی-آمریکایی مدال افتخار اعطا نشد و گاهی اوقات، سربازان سیاه‌پوستی که در قطار سفر می‌کردند مجبور بودند صندلی خود را به اسیران جنگی نازی می‌دادند
از جنگ جهانی دوم تا جنبش حقوق مدنی